# Zakon braće
Zakon braće je američka televizijska serijska drama autora Paula Scheuringa, emitiran na Fox-u u razdoblju od 2005. do 2009. godine te od 2017. godine kada se počela emitirati peta sezona. Serija se odvija oko dvojice braće, od kojih je jedan od njih osuđen na smrtnu kaznu, za zločin koji nije počinio te drugi koji razrađuje plan kako bi pomogao bratu u bijegu iz zatvora i njegovoj dekriminalizaciji. Seriju je producirala tvrtka Adelstein-Parouse Productions, u suradnji s Original Television i 20th Century Fox Television. Zajedno s autorom Paulom Scheuringom, izvršni producenti serije su Matt Olmstead, Kevin Hooks, Marty Adelstein, Dawn Parouse, Neal H. Moritz i Brett Ratner koji je režirao prvu epizodu. Tematsku glazbu serije je komponirao Ramin Djawadi.
Izvorno, seriju je Fox odbacio 2003. godine, zbog zabrinutosti za dugoročan izglede takve serije. Nakon popularnosti televizijskih serija Izgubljeni i 24, Fox je 2004. odlučio nastaviti s produkcijom. Prva sezona je prvotno trebala imati 13 epizoda, ali je proširena na dodatnih devet epizoda zbog popularnosti i pozitivnih kritika. Serija je tada nominiran za nekoliko nagrada, uključujući Zlatni globus za najbolju TV seriju - drama (2005.) i nagradu People's Choice za omiljenu novu TV dramu (2006.), koju je i osvojila. U SAD-u, su sve četiri sezone objavljene na DVD-u i objavljena na Blu-rayu međunarodno.
Uspjeh serije nadahnuo je kratke videozapise za mobilne telefone kao i videoigre. Spin-off serija Prison Break: Proof of Innocence, proizvedena je isključivo za mobilne telefone. Četvrta sezona serije vraćena je, nakom među-sezonske stanke, u novom vremenskom razdoblju od 17. travnja 2009., za posljednjih šest epizoda. Dvije dodatne epizode pod nazivom The Old Ball and Chain i Free su kasnije pretvorene u samostalnu značajku pod naslovom The Final Break. Televizijska mreža Fox je najavila petu sezone u siječnju 2016., a debitirala je 4. travnja 2017. godine.
U studenom 2023. objavljeno je da je u razvoju reboot serije koju piše Elgin James za Hulu. Serija neće imati iste likove iz izvorne serije, ali će biti postavljena u isti svijet.

## Radnja
Lincoln Burrows osuđen je na smrtnu kaznu i trebao bi biti pogubljen za nekoliko mjeseci zbog ubojstva za koje je njegov mlađi brat Michael siguran da nije počinio.
U nedostatku drugih opcija i sa sve manje vremena koje preostaje njegovom bratu, Michael poduzima drastične mjere kako bi završio u zatvoru Fox River, istom zatvoru u kojem se nalazi Lincoln.
Jednom unutar zatvora, Michael – inače građevinski inženjer dobro upoznat s nacrtom zatvora – počinje provoditi zamršeni plan za bijeg s Lincolnom.

## Pregled serije
U Hrvatskoj prve četiri sezone i The Final Break premijerno su prikazane na kanalu RTL. Peta sezona se prikazala na kanalu Fox.
| Sezona | Sezona          | Broj epizoda    | SAD prikazivanje   | SAD prikazivanje  | Hrvatsko prikazivanje | Hrvatsko prikazivanje |
| Sezona | Sezona          | Broj epizoda    | Premijera sezone   | Kraj sezone       | Premijera sezone      | Kraj sezone           |
| ------ | --------------- | --------------- | ------------------ | ----------------- | --------------------- | --------------------- |
|        | 1               | 22              | 29. kolovoza 2005. | 15. svibnja 2006. | 4. rujna 2006.        | 13. studenoga 2006.   |
|        | 2               | 22              | 21. kolovoza 2006. | 2. travnja 2007.  | 8. travnja 2007.      | 18. lipnja 2007.      |
|        | 3               | 13              | 17. rujna 2007.    | 18. veljače 2008. | 30. ožujka 2008.      | 22. lipnja 2008.      |
|        | 4               | 22              | 1. rujna 2008.     | 15. svibnja 2009. | 21. veljače 2010.     | 9. svibnja 2010.      |
|        | The Final Break | The Final Break | 27. svibnja 2009.  | 27. svibnja 2009. | 16. svibnja 2010.     | 16. svibnja 2010.     |
|        | 5               | 9               | 4. travnja 2017.   | 30. svibnja 2017. | 2. studenoga 2017.    | 14. studenoga 2017.   |

### Prva sezona
Prva sezona prati spašavanje Lincolna Burrowsa, koji je optužen za ubojstvo Terrencea Steadmana, brata potpredsjednice Sjedinjenih Država Caroline Reynolds. Lincoln je osuđen na smrt i zarobljen u Kaznionici Fox River gdje čeka izvršenje kazne. Lincolnov brat, briljantni građevinski inženjer Michael Scofield, uvjeren je u Lincolnovu nevinost i smišlja plan za bijeg. Kako bi pristupio tom zatvoru, Michael čini oružanu pljačku koja rezultira njegovim osuđenjem i zatvaranjem u Fox River. U zatvoru, Michael se sprijateljuje sa zatvorskom doktoricom Sarom Tancredi te se pretvara da pati od dijabetesa tipa 1, kako bi svakodnevno imao pristupio zatvorskoj ambulanti. Prijateljica braće, Veronica Donovan, počinje istraživati slučaj kojim je Lincoln smješten u zatvor. Međutim, nju i njene suradnike ometaju tajni agenati tj. članovi organizacije poznate kao "Kompanija". Sama organizacija je odgovorna za zatvaranje Lincolna, a to su činili zbog Lincolnovog oca Alda Burrowsa i njegovih bivših veza s "Kompanijom". Braća, i šestorica zatvorenika (Fernando Sucre, Theodore "T-Bag" Bagwell, Benjamin Miles "C-Note" Franklin, David "Tweener" Apolskis, John Abruzzi, i Charles "Haywire" Patoshik), bježe iz zatvora neposredno prije završetka sezone, nakon što su iskoristili privilegije zatvorske industrije, koja im je omogućila kopanje tunela ispod zatvora.

### Druga sezona
Druga sezona počinje osam sati nakon bijega, usredotočujući se uglavnom na osam bjegunaca. Bjegunci se razdvajaju i bježe diljem zemlje. Brad Bellick je otpušten iz zatvora gdje je radio kao glavni stražar. Nekoliko bjegunaca se ponovno okupilo u potrazi za velikom količinom novca, kojeg je davno zakopao jedan od zarobljenika iz Fox Rivera, Charles Westmoreland. Savezni agenti Alexander Mahone je imenovani glavnim u pronalaženju i uhićenju osam bjegunaca. Kasnije se otkriva kako Mahone radi za "Kompaniju" koja želi svu osmoricu mrtvu. Kada Sara otkrije da je njezin otac, guverner Frank Tancredi, ubijen, sastaje se s Michaelom i ostaje s njim. Braća tada pokušavaju srušiti s pozicije novu predsjednicu Reynolds, jednu od članica "Kompanije". Kako bi osigurala sigurnost braće, Sara pušta da je uhite te se suočava sa suđenjem. Tijekom suđenja, svjedočanstvo bivšeg agenta tajne službe Paula Kellermana, koji je radio za predsjednicu, oslobađa Lincolna i Saru. Polovica bjegunaca je ubijena ili ponovno zarobljena, a braća uspjevaju pobjeći u Panamu. Nakon incidenata u Panami Michael, T-Bag, Mahone i Bellick su uhićeni i zatvoreni u panamski zatvor 'Sona'.

### Treća sezona
Treća sezona prati Michaela unutar Sone i Lincolna na slobodi u Panami. Sona je zatvor kojeg su vodili zatvorenici, koji su bili čuvana samo izvana zbog prošlogodišnje pobune. Burrowsa je ubrzo kontaktirala Gretchen Morgan (operaterica "Kompanije" koja je bila zadužena za operacije u Panami) koja je otela njegolovg sina L.J.-a i Saru. Rečeno mu je kako "Kompanija" želi da Scofield izvede Jamesa Whistlera iz Sone. Sezona nadalje prati Michaela i Whistlera u razrađivanju planova i pokušajima bijega. Sucre dobiva posao u zatvoru kako bi mogao pomoći Michaelu u bijegu iz zatvora. Nakon što Lincoln pokuša spasiti Saru i L.J.-a, prateći tragove koje mu je ostavljala Sara, Gretchen mu šalje Sarinu glavu u kutiji kao znak upozorenje. Kako se sezona približava kraju, par uspijeva pobjeći zajedno s Mahoneom i još jednim zatvorenikom, Luisom, ostavljajući za sobom nekoliko sudionika, među kojima su T-Bag i Bellick. Zatvorski stražar otkriva stvarni Sucreov identitet i zatvaraju ga u Sonu neposredno nakon bijega. L.J. i Sofia su zamijenjeni za Whistlera, a Michael se želi osvetiti Gretchen zbog Sarine smrti.

### Četvrta sezona
Skoro svi bježe iz zatvora u Soni i odlaze u bijeg. Michael i ostali zatvorenici dobili su zadatak da nađu Scyllu (vrijedan čip s informacijama o Kompaniji), ako to ostvare bit će slobodni zauvijek. Nakon velikog pada gledanosti, scenaristi su prisiljeni naglo završiti priču te tako četvrta sezona biva i posljednja. Sezona ukupno ima 22 epizode plus dvije dodatne epizode koje objašnjavaju kako je došlo do završetka same priče.

### Peta sezona
T-Bag pri izlasku iz zatvora dobiva sliku Michaela koji je kako izgleda živ. Lincolnu T-Bag otkrije da je Michael zapravo živ. On se nalazi u Jemenu, pod imenom Kaniel Outis u zatvoru, dok u državi bukti građanski rat. Lincoln uz pomoć prijatelja odlazi po svoga brata, izbaviti ga iz države gdje će ISIL uskoro preuzeti sve.

## Uloge

### Glavni likovi
- Dominic Purcell kao Lincoln Burrows (sezone: 1. – 5.)
- Wentworth Miller kao Michael Scofield (sezone: 1. – 5.)
- Robin Tunney kao Veronica Donovan (sezone: 1. i 2.)
- Peter Stormare kao John Abruzzi (sezone: 1. i 2.)
- Amaury Nolasco kao Fernando Sucre (sezone: 1. – 5.)
- Marshall Allman kao L. J. Burrows (sezone: 1. – 4.)
- Wade Williams kao Brad Bellick (sezone: 1. – 4.)
- Sarah Wayne Callies kao Sara Tancredi (sezone: 1. – 2., 4. – 5.)
- Paul Adelstein kao Paul Kellerman (sezone: 1. – 2., 4. – 5.)
- Robert Knepper kao Theodore "T-Bag" Bagwell (sezone: 1. – 5.)
- Rockmond Dunbar kao Benjamin Miles "C-Note" Franklin (sezone: 1. – 2., 4. – 5.)
- William Fichtner kao Alexandre Mahone (sezone: 2. – 4.)
- Chris Vance kao James Whistler (sezone: 3. – 4.)
- Robert Wisdom kao Norman "Lechero" St. John (sezone: 3.)
- Danay Garcia kao Sofia Lugo (sezone: 3. – 4.)
- Jodi Lyn O'Keefe kao Gretchen Morgan (sezone: 3. – 4.)
- Michael Rapaport kao Donald Self (sezone: 4.)

### Sporedni likovi
- Danny McCharty kao Daniel Hale (sezona 1)
- Frank Grillo kao Nick Savrinn (sezona 1)
- Muse Watson kao Charles Westmoreland (sezona 1)
- John Heard kao Frank Tancredi (sezona 1-2)
- Holly Valance kao Nika Volek (sezona 1-2)
- Lane Garrison kao David "Tweener" Apolskis (sezona 1-2)
- Anthony Denison kao Aldo Burrows (sezona 1-2)
- Matt DeCaro kao Roy Geary (sezona 1-2)
- Stacy Keach kao Henry Pope (sezona 1-2)
- Patricia Wettig kao Caroline Reynolds (sezona 1-2)
- Joseph Nunez kao Manche Sanchez (sezona 1-2)
- Reggie Lee kao Bill Kim (sezona 2)
- Silas Weir Mitchell kao Charles "Haywire" Patoshik (sezona 1-3)
- Julijan Poderico kao Philip Summer (sezona 2,4)

## Vanjske poveznice
- Službena stranica (engl.)
- Zakon braće u internetskoj bazi filmova IMDb-a (engl.)
- Zakon braće na TV.com (engl.)